# Monolith of Inhumanity
Albums de Cattle Decapitation
The Harvest Floor
(2009) The Anthropocene Extinction
(2015)
Singles
1. Your Disposal
Sortie : 18 juillet 2013

Monolith of Inhumanity (littéralement Monolithe de l'Inhumanité) est le sixième album studio du groupe de deathgrind américain Cattle Decapitation sorti le 7 mai 2012.

## Liste des titres
| No  | Titre                                        | Durée |
| --- | -------------------------------------------- | ----- |
| 1.  | The Carbon Stampede                          | 3:39  |
| 2.  | Dead Set on Suicide                          | 3:18  |
| 3.  | A Living, Breathing Piece of Defecating Meat | 2:58  |
| 4.  | Forced Gender Reassignment                   | 3:54  |
| 5.  | Gristle Licker                               | 4:54  |
| 6.  | Projectile Ovulation                         | 3:31  |
| 7.  | Lifestalker                                  | 4:15  |
| 8.  | Do Not Resuscitate                           | 3:18  |
| 9.  | Your Disposal                                | 4:47  |
| 10. | The Monolith                                 | 3:39  |
| 11. | Kingdom of Tyrants                           | 4:50  |

| 12. | An Exposition of Insides | 3:20 |

Les membres, actuels comme anciens, du groupe Cephalic Carnage réalisent des gang shouts sur le morceau The Carbon Stampede. Leur chanteur, Lenzig, chante aussi sur A Living, Breathing Piece of Defecating Meat. Le chanteur de Devourment, Mike Majewski, chante sur Projectile Ovulation.

## Composition du groupe
- Travis Ryan - Chant, composition, conception, batterie et claviers.
- Josh Elmore - Guitare.
- Dave McGraw - Batterie.
- Derek Engemann - Basse, chant et claviers.

## Musiciens additionnels
- John Wiese - Ambiance.
- Leonard "Lenzig" Leal - Second chant sur A Living, Breathing Piece of Defecating Meat et gang shouts sur The Carbon Stampede.
- Jawsh Mullen - Gang shouts sur The Carbon Stampede.
- Zac Joe - Gang shouts sur The Carbon Stampede.
- Nick Schendzielos - Gang shouts sur The Carbon Stampede.
- John Merryman - Gang shouts sur The Carbon Stampede.
- Brian Hopp - Gang shouts sur The Carbon Stampede.
- Steve Goldberg - Gang shouts sur The Carbon Stampede.
- Mike Majewski - Chant sur Projectile Ovulation.

## Membres additionnels
- Dave Otero - Production, mastering et mixage audio.
- Shane Howard - Ingénieur du son.
- Wes Benscoter - Artwork.
- Brian J Ames - Mise en page.
- Sam Lanthrem - Photos.
- Matthew Zinke - Photos[11].